# Washington megye (Tennessee)
Washington megye az Amerikai Egyesült Államokban, azon belül Tennessee államban található. Megyeszékhelye Jonesborough, legnagyobb városa Johnson City. Lakosainak száma 133 001 fő (2020. április 1.). Washington megye Sullivan, Carter, Unicoi, Greene és Hawkins megyékkel határos.

## Népesség
A megye népességének változása:
| Lakosok száma | 123 310 | 123 983 | 124 924 | 125 546 | 126 302 | 133 001 |
|               | 2010    | 2011    | 2012    | 2013    | 2015    | 2020    |